# Blöki bár
A Blöki bár egy kanadai-amerikai képregénysorozat Paul Gilligan tollából. Gilligan továbbá írója a Poptropica nevű képregénynek is, ami 2014. június 9-én debütált és az azonos nevű játékon alapul.

## Áttekintő
Blöki bár egy képregénysorozat, amely nyomon követi a bohóckodásait az önérdekű, mókusfélő, macskaugató, ételimádó, wc-ivó kutyának, Poncho-nak.
A sorozat nyomon követi Poncho életét gazdájával, Chazzel, az ő macskabarát feleségével Carmennel (akinek 6 macskája van), és a kalandjait kutyabarátaival, Boomerrel, Hudsonnal, Drooliaval (nőstény bullmastiff nyáladzási problémákkal), Gussal (skót terrier), Beaumonttal (vagy „Bobo, a címadó kávézó tulaja), Poo Pooval (Bichon Frise) és a zen aranyhallal („Fish”). További epizódszereplők Tito (a kukásember), Sheldon (egy nemezkalapos galamb) és Margo ( a kutyasétáltató). A sorozat névadója az a kávézó, ahol Poncho és barátai összegyűlnek és tapasztalatot cserélnek, milyen az élet az embereknél.
A képregény univerzumában a kutyákon látszik hogy kutyák, de rengeteg emberi vonás is fellelhető. Például Chazz, Carmen és más emberi karakterek megértik nem csak Ponchot, de az összes kutya barátját is, látszólag ugyanazt a nyelvet beszélik. A kutyák azonban képtelenek macskákkal kommunikálni – akik csak macskául értenek – ezért őket ritkán látni beszélni. Fish valamilyen okból kifolyólag minden nyelven ért.
Sokan dicséretes tulajdonságokkal ruházzák fel a kutyákat, mint hűség és feltétel nélküli szeretet. Poncho azonban megtestesíti mindazon tulajdonságokat, melyek kevésbé illők; önző és önérdekű, tények melyeknek boldog tudatában van. Poncho engesztelhetetlenül gyűlöli a macskákat és arról a napról álmodik, mikor ő és kutyatársai a világ összes macskáját a napba katapultálják. Ez a terv gyakran felmerül gyűléseiken mint a „Katapultáljunk-minden-macskát-a-napba”, amit Boomer elnököl. Chazznek és Carmennek gyakran elmegy az esze a folyamatos cselszövései miatt, mégis feltétel nélkül szeretik, bármennyire is nehéz. Poncho neheztel Carmenre is amiért megzavarta az ő és Chazz gazda/kutya viszonyát és mert arra kényszerítette hogy macskákkal éljen. Igen gyakran forral terveket amivel egymásnak ugraszthatja a párt, különös örömét lelve minden ezt követő perpatvarban.
A képregény a kortárs Észak-Amerikában játszódik. Poncho feltűnik majdnem minden képsorban, míg egy kis része a mellékszereplőkre fókuszál. A témák széles körből merítenek Poncho szerencsétlenkedéseiből, a macskákról vallott egyéni nézőpontjából és a többi karakterrel való kapcsolataiból.
Blöki bár a Universal Press Syndicate jegyzi, egy rövid ideig a Copley’s syndicate, manapság világszerte 275 újságban jelenik meg. Jelenleg 3 gyűjteményes kötet jelent meg, és egy saját publikálású kötet.
A készítő saját blogot vezet, melyen a rajongók megismerhetik Paul Gilligant és beszélgethetnek más rajongókkal a chatfalon. Spekulációk vannak arra nézve, hogy esetleg néhány képsort befolyásoltak ezek a szerző/rajongó beszélgetések.

## Fő szereplők

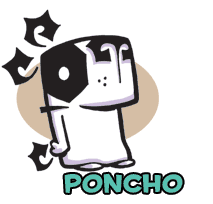
Poncho

Poncho egyre több időt tölt a Blöki bárban, mióta az élete romba dőlt, vagy ahogyan ő nevezi a napját mikor gazdája elvett egy macskaimádót és beköltöztek a macskafertőzött házba. Az új nő veszélyt jelent a szent gazda-kutya kapcsolatra. Most a gazdája ez ellenséggel hál, míg Poncho a földön.

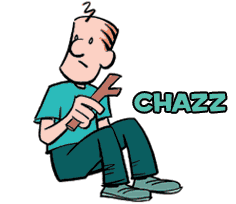
Chazz

 Chazz nem egészen azt a kutyát kapta, amit várt Ponchoval, és fordítva. Szeret kempingezni, bringázni, hozd-visszát játszani, mag Poncho jobban szereti melegen tartani a fotelt vacsoráig. Chazz gyakran ösztönzi Ponchot, hogy hallgasson a belső énjére, nem is sejtve, hogy Poncho belső énje bohócruhát visel és monociklizik.

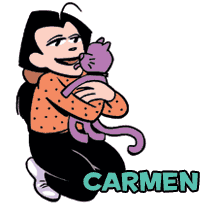
Carmen

 Carmen Chazz friss felesége. Poncho elég kedvesen kezeli, de ez nem számít mivel ő egy macskaimádó, tehát egy ördögien gonosz teremtmény. A macskái szintén tiszta gonoszok, élettelen szőrcsomók, melyek mind ugyanúgy néznek ki egy kutya szemszögéből. Ponch biztos benne, hogy egy szörnyű hatalomátvételre készülnek, de nem tudja kitalálni, mivel sajnos nem beszél macskául.

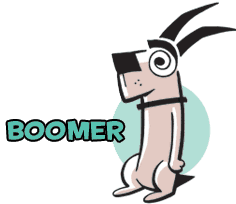
Boomer

 Boomer Poncho legjobb haverja. Egy kicsivel idősebb mint Poncho, ezért ismer néhány dolgot, kicsi és fellengzős agya van, ami gyakran hihetetlen nagyzolásokra készteti. Ám vigyázz ha véletlenül egy pár pohár kávét megivott. Mindazonáltal ismeri a környék összes j ó étkezőhelyét – egyfajta idegenvezető a kukaétkeztetéshez – és az óriás katapult, mellyel minden macskát az űrbe lőnek is az ő ötlete.
Egy 12 inch (~30 cm) átmérőjű világba zárva, Fish gyakran ad morális útmutatást és baráti tanácsokat Ponchonak, meglepően jól informált a zen-filozófiában, teológiában és a macskanyelvben.
A módos mégis szerény fajtiszta. A többi kutya nagy örömére a túlidomítása miatt képtelen ellenállni bármiféle parancsnak.
Poo Poo (magyar fordításban Pupi) egy férfiatlanított Bichon Frise fajta rózsaszín masnival a hajában, és súlyos énképzavarokkal.
Droolia egy nyálasan érzelgős nőstény bullmastiff, nincs híján a férfiasságnak és egyetlen hajthatatlan célja megszerezni Poo Poo szerelmét.
Bobo a kávézó tulaja, és végrehajtója a „Nincs nyakörv, nincs kiszolgálás” szabálynak.
Gus egy alacsony rendezetlen Scottie, skót akcentussal beszél (noha Detroitból származik).

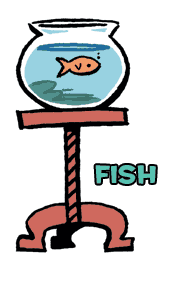
Fish
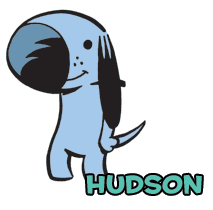
Hudson
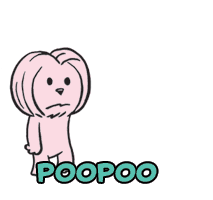
Poo Poo
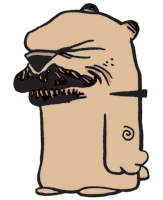
Droolia
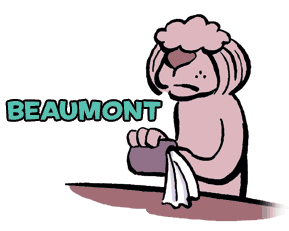
Beaumont (Bobo)
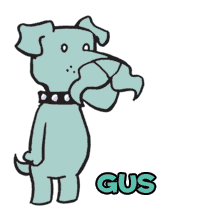
Gus

## Visszatérő elemek
Néhány a visszatérő elemek közül: Poncho macskautálata; az óriáskatapult, amivel a kutyák a Napba akarják hajítani a Föld összes macskáját; a félelme a mókusoktól a hátsókertben; a Havarti-sajt iránt érzett gyengesége, mint alkualap; a vágya, hogy zebrát kóstolhasson; Jackie Chan imádata; Carmen nem-annyira-titkos vonzalma Justin Timberlake-hez; Chazz szégyenkezése, hogy esernyőt kell tartania fölé, mikor Poncho az esőben végzi a dolgát; a félénk borz-barátja „Stinky”, aki kis ingerlésre is elsül; a próbálkozásai, hogy javítson kis halbarátja Fish életén azzal, hogy sétálni viszi, vagy online randioldalakra rakja fel; a próbálkozásai a pozitív karma-egyensúly felé azáltal, hogy segíti személyiségproblémás galambbarátját Sheldont; az érzelmi kötődése a Deszkájához, egy darab abból a verandából, ami alatt sok-sok évvel ezelőtt megszületett; számos testrész, melyek a belső ösztönöket testesítik meg, mint a gyomor az éhséget, az agy a ravaszságot.

## Díjak
A Blöki bár jelölve volt a „Legjobb Képregénysorozat” díjra a National Cartoonists Society által 2008-ban, a díjat Reuben díjként emlegetik.

## Gyűjteményes kötetek
2008-ig 3 kötet jelent meg.
| Cím                                 | Kiadás éve | ISBN               | Kiadó                     |
| ----------------------------------- | ---------- | ------------------ | ------------------------- |
| All Dogs Naturally Know How to Swim | 2003       | ISBN 0-7407-3302-8 | Andrews McMeel            |
| No Collar, No Service               | 2005       | ISBN 0-7407-5003-8 | Andrews McMeel            |
| Bark to Work Legislation            | 2007       |                    | Universal Press Syndicate |

Paul Gilligan saját költségen publikált egy negyedik kötetet 2011 szeptemberében címen. Ez a gyűjtemény egy grafikus novella, ami 18 hónapot ölel fel és Poncho életének első évét meséli el.

## Filmek
2008 januárjában Paul Gilligan felfedte a honlapján, hogy a Sony Pictures Animation szerződést kötött vele egy számítógépes animációt is felhasználó filmre. Gilligan írt hozzá több jelenetötletet és forgatókönyvet. 2011 októberében bejelentették, hogy Kelly Asbury lesz a felelős a következő forgatókönyvért.
2013 áprilisában egy Twitter kérdezz-felelekben Gilligan megválaszolta a kérdést, hogy lesz-e Blöki bár film: „Poncho moziterveit alávágta egy rendező, akit nem nevezek meg…”.

## Linkek
- Official Pooch Café Website and Paul Gilligan Blog
- The World Seen Through a Dog’s Point of View. An Exclusive Interview with Paul Gilligan, author of Pooch Café, Tiziano Thomas Dossena, L'Idea Magazine, 2014